# Cyrtarachne rubicunda
Cyrtarachne rubicunda är en spindelart som beskrevs av Ludwig Carl Christian Koch 1871. Cyrtarachne rubicunda ingår i släktet Cyrtarachne och familjen hjulspindlar.
Artens utbredningsområde är New South Wales. Inga underarter finns listade i Catalogue of Life.